# Il'ichevskiy Rayon (region i Kazakstan)
Il'ichevskiy Rayon är en region i Kazakstan.   Den ligger i oblystet Pavlodar, i den nordöstra delen av landet, 400 km öster om huvudstaden Astana.